# Site van N.V. Céramique et briquetteries mécaniques du Littoral

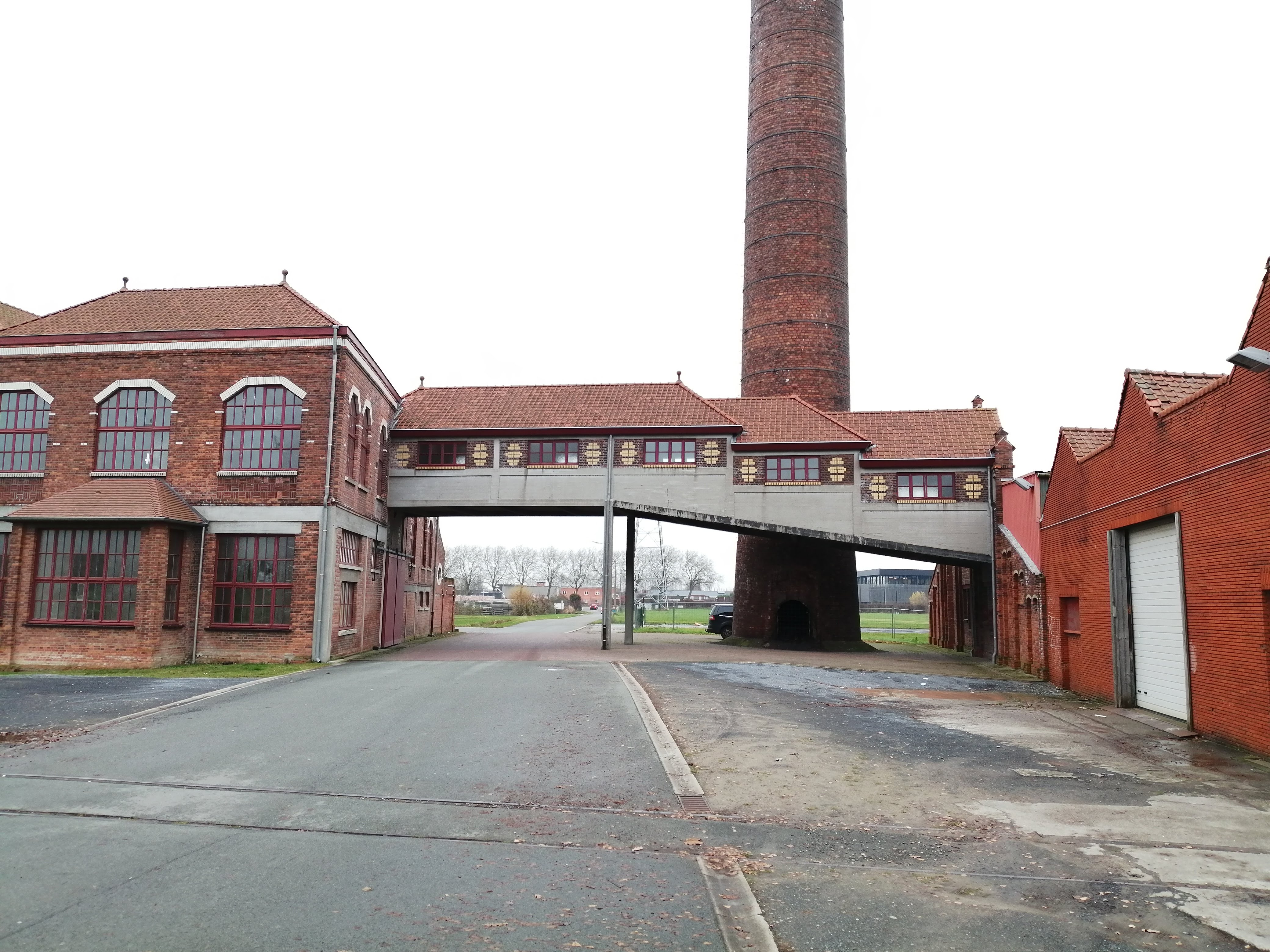
Verbindingsbrug tussen beide loodsen

De site van N.V. Céramique et briquetteries mécaniques du Littoral was een industrieel complex, deels gelegen op grondgebied van Kortrijk en deels in Harelbeke, in de Belgische provincie West-Vlaanderen. Deze site bestond uit gebouwen opgericht tussen de Eerste Wereldoorlog en de Tweede Wereldoorlog en maakt deel uit van interbellumarchitectuur. De site is samen met deze op de Pottelberg een van de twee overgebleven pannenbakkerijen van Kortrijk. In 2022 worden de gebouwen gebruikt door de firma Wienerberger.

## Ontstaan en activiteiten

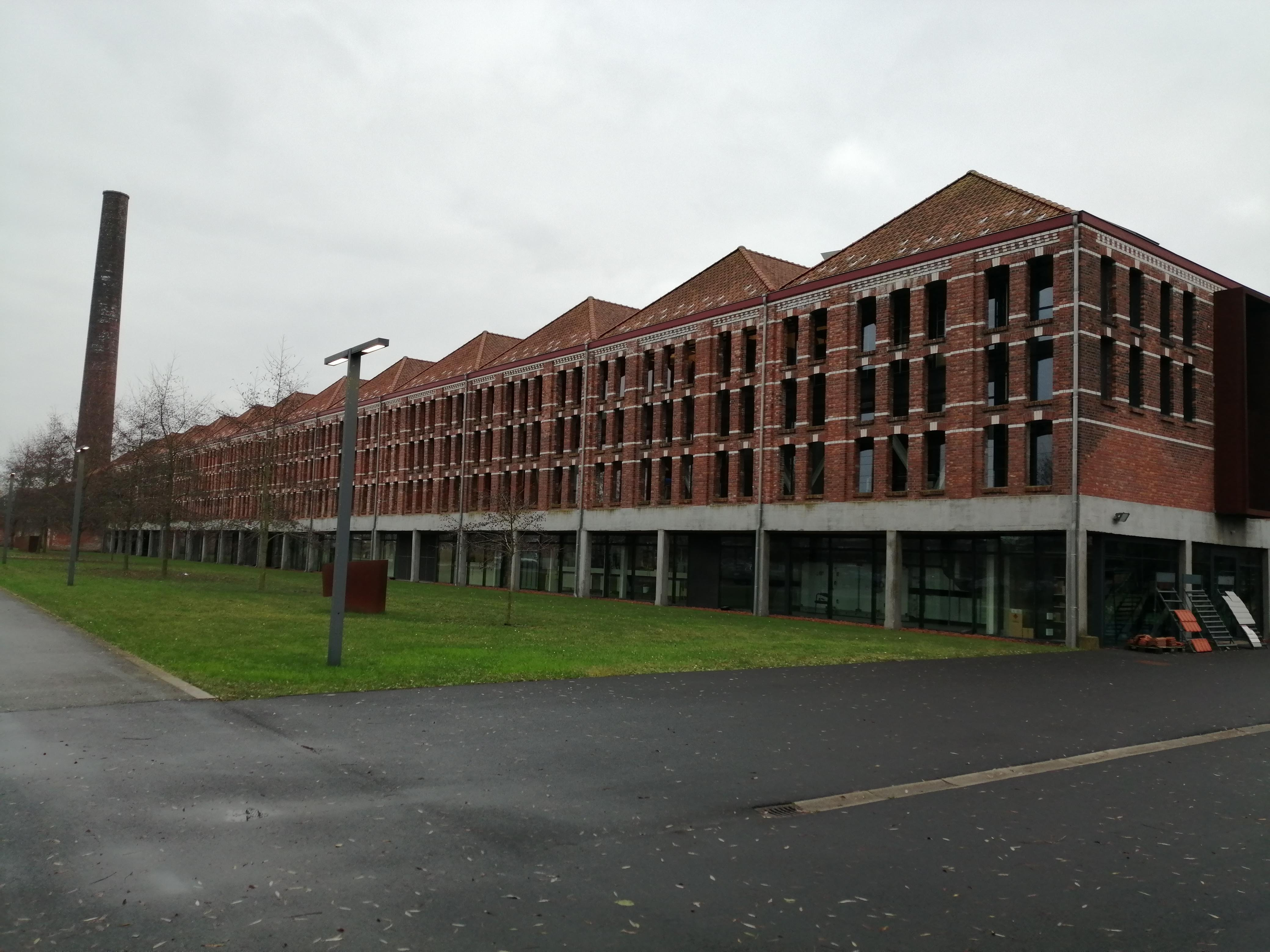
Stoompannenfabriek, op heden gebruikt als burelen

De site werd opgericht door de Naamloze Maatschappij Céramiques et briquetteries mécaniques du Littoral in 1923 nadat hun oorspronkelijke fabriek in Ramskapelle (Nieuwpoort) tijdens de Eerste Wereldoorlog zwaar vernield werd. Vandaar dat de naam nog steeds refereert naar de kust (Littoral). De onderneming was actief in de dakpannenbakkerij en ontgon zijn klei in de Oudenaardsesteenweg te Kortrijk.

## Ligging
De industriële site had een belangrijke, strategische handelsligging. Ten zuiden werd de site begrensd door de spoorlijn Kortrijk-Ronse die gebruikt werd om de fabriek van Waalse steenkool te voorzien, alsook de Kortrijkse klei die ontgonnen werd in de Oudenaardesteenweg. Deze klei werd met Decauville-wagentjes aangevoerd tot aan de pannenbakkerij. Ten noorden bevond zich het kanaal Kortrijk-Bossuit. Per vrachtvervoer was de site dan weer bereikbaar via de Luipaardstraat of Kapel ter Bede. Deze factoren maakte de aanlevering van grondstoffen vrij eenvoudig, alsook het vervoer van afgewerkte producten. De totale oppervlakte van de site bedraagt 101.001 m².

## Samenstelling
De site bestond uit een verzameling gebouwen. In het oosten van de site bevonden zich de droogloodsen, de machinekamer en de opslagplaats voor de klei. Ten westen werd een conciërgewoning opgetrokken, bestaande uit een bureel en een baanwachtershuisje. Ten zuiden bevond zich een tweede directeurswoning die tevens erkend is als bouwkundig erfgoed. Ten slotte stonden er nog enkele bediendenwoningen net over de grens van Harelbeke.

### Fabriek
De stoompannenfabriek werd opgericht in 1923 door architect Walter Vercoutere, bestaande uit een machinehal met bijhorende schoorsteen, productieatelier, kleiopslag- en verwerkingsplaats en ringoven met bijhorende schoorsteen. Tussen 1949 en 1952 verdween de schoorsteen. De fabriek werd in 1928 uitgebreid met meer droogloodsen en een brug over de voetweg om de twee delen van de fabriek te verbinden. In 1935 volgde een verdere uitbreiding. In 1988 werden de constructies uit 1923 grotendeels gesloopt.

#### Droogloodsen
De twaalf droogloodsen werden opgetrokken in 1924 en ontworpen door Ernest Dumolin. Het gebouw ontstond enerzijds uit kantoorruimte op het gelijkvloers, de verdieping werd ingericht als droogplaats voor de natte dakpannen. De droogplaats bestond uit een holle ruimte met vele houten rekken, verbonden door een transportsysteem. Het drogen van de pannen gebeurde dan ook via een zeer specifiek en innoverend proces: de restwarmte van de bakovens van de pannenbakkerij werd hergebruikt door deze via het transportsysteem te vervoeren naar de geperste, natte dakpannen. Via de ontdubbelde vloer zorgde deze warmte voor een snelle droging van de dakpannen. Deze techniek was erg revolutionair en overgenomen door verschillende landen. Door de technische vooruitgang werd deze techniek tijdens de jaren '60 vervangen door moderne installaties.
De droogloodsen stonden in verbinding met een tweede loods via een brug, opgericht in 1928 door Gustaaf Magnel. In deze tweede loods werden de pannen gevormd.

#### Machinekamer
De machinekamer, opgetrokken in 1923, vormde het hart van de fabriek en werd aangedreven door stoommachines. Op heden worden twee stoommachines bewaard, namelijk een dynamo en een elektromotor. De grootste stoommachine is een horizontale Tandem-compound, gebouwd door ateliers Van Coppenolle tussen 1920 en 1925. Deze stoommachine voorzag mechanische drijfkracht een de klei- en vormhal die naast de machinekamer lag. De bewaarde dynamo kon een spanning van 320 volt opwekken en 120 kilowatt aanleveren. De machinekamer was een van de meest prestigieuze gebouwen van de site, die de macht en rijkdom van de fabrikant etaleerde. Het gebouw werd afgewerkt met een bakstenen schermgevel met gele sierbaksteen en overhoekse verbanden. De vloer werd afgewerkt met een decoratieve cementtegelvloer, de muren met een specifieke lambrisering van wit geglazuurde tegels met erboven een fries met florale motieven. 

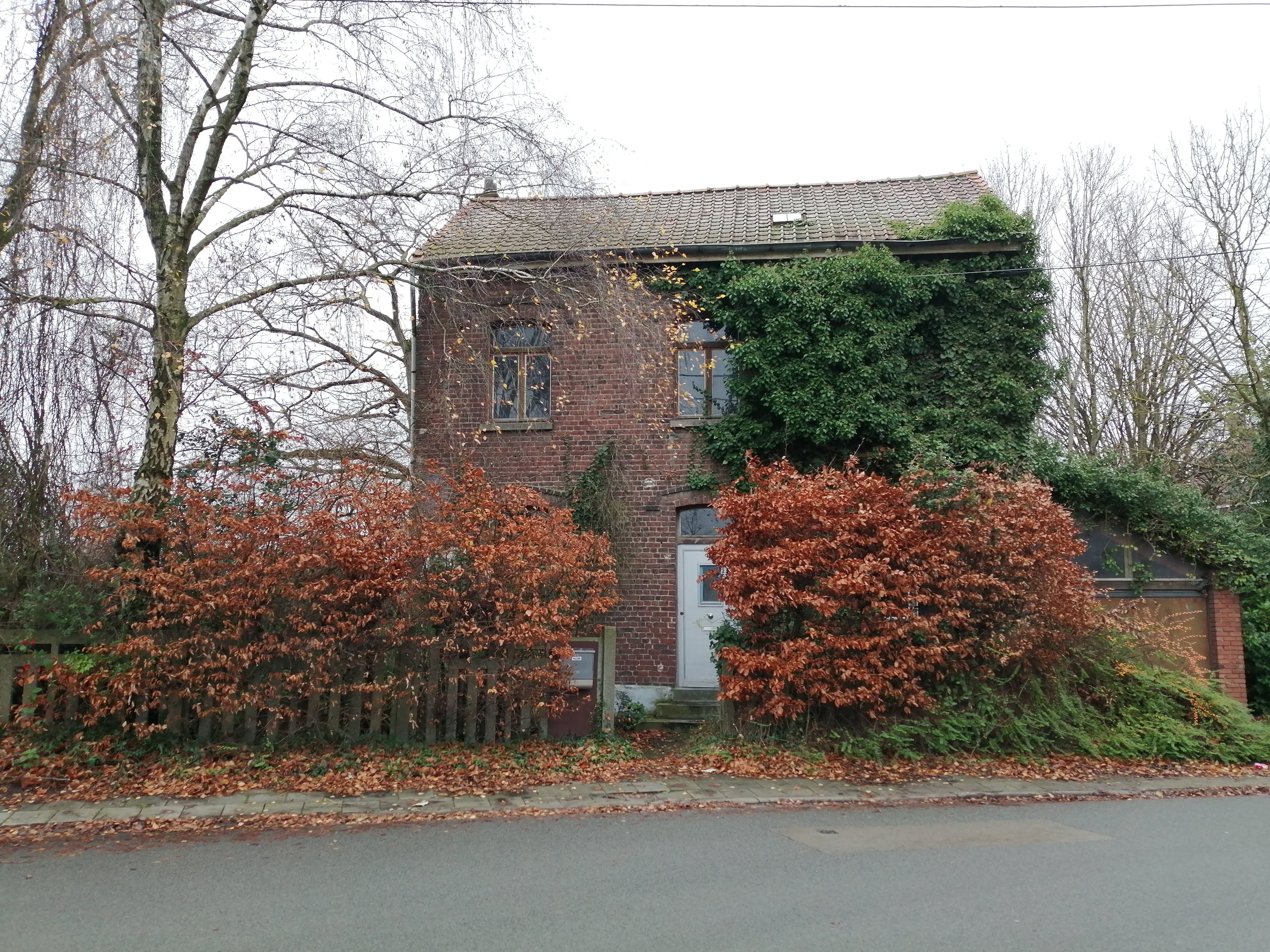
Baanwachterswoning Luipaardstraat 10

#### Ketelhuis
Het ketelhuis was gelegen ten westen van de machinekamer. De architectuur werd bepaald door een pannen zadeldak met versneden puntgevels en een gebogen fronton boven de centrale travee. De gevel werd afgewerkt met een witte baksteen en overhoekse metselverbanden. Typerend zijn ook de sheddaken die rusten op gietijzeren zuiltjes.

### Baanwachterswoning
Deze voormalige baanwachterswoning werd gebouwd tussen 1926 en 1929 (interbellum) als woning voor de toenmalige baanwachter, die de spoorweg Kortrijk-Ronse. De woning wordt gekenmerkt door het manke zadeldak, met getoogde muuropeningen onder druiplijstje.

### Directeurswoningen
De site omvat twee directeurswoningen, beiden vermoedelijk ontworpen door architect Walter Vercoutere. De eerste villa werd gebouwd in 1923, gelegen in de Luipaardstraat 8. De woning werd opgetrokken in een landelijke en Engelse cottage-architectuur. Verdere specifieke kenmerken zijn het rechthoekig portaal met bordes, balkon met gajoureerd borstwering en een hoektorentje met een witbepleisterde bovenbouw. De tweede villa werd opgericht in 1928 en is gelegen in Kapel Ter Bede. De bouwstijl werd gekenmerkt door een geknikt zadeldak, alsook de straatgevel gemarkeerd een bow-window of erker. Verdere specifieke kenmerken zijn de rechthoekige muuropeningen.

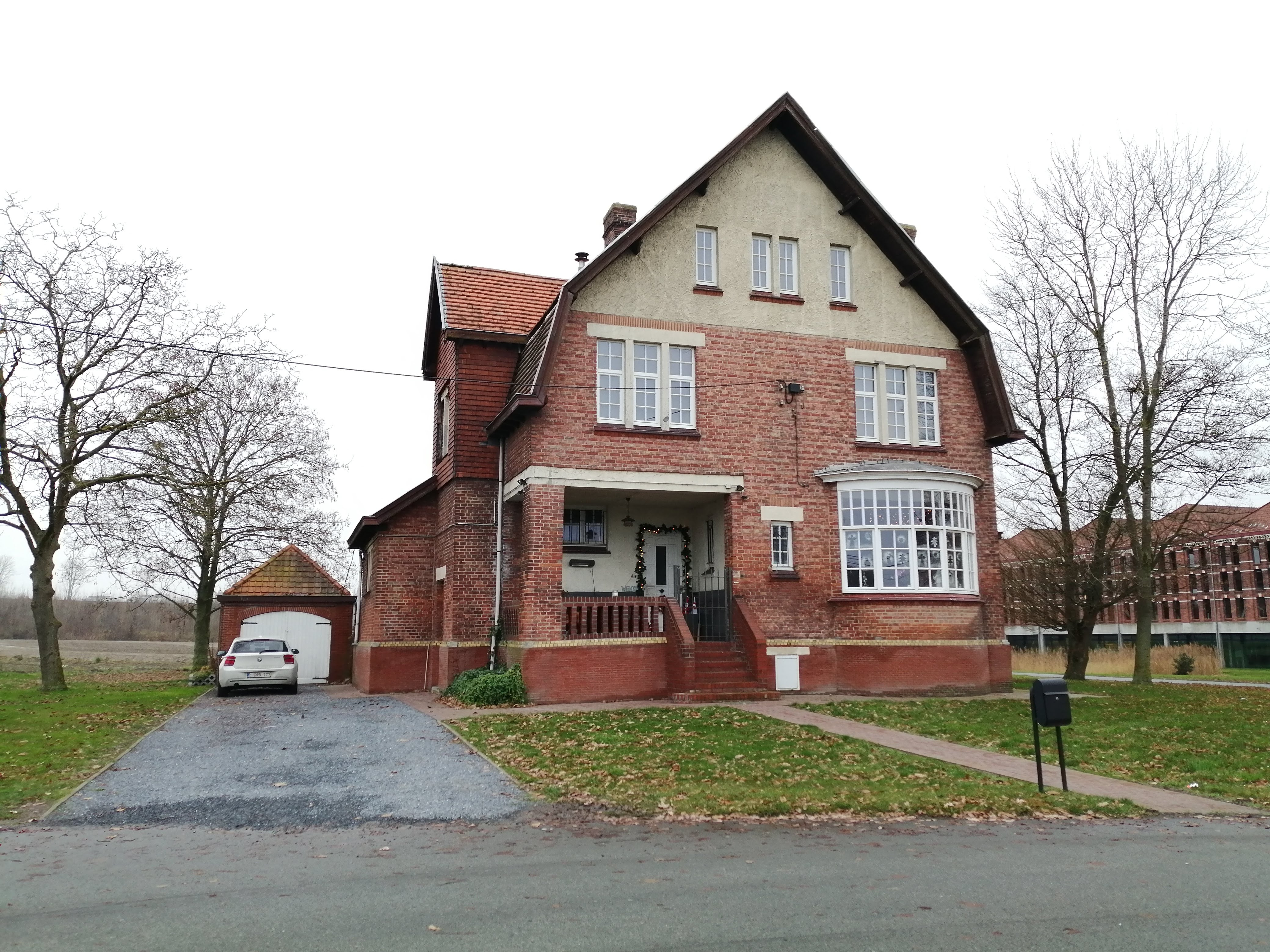
Directeurswoning gelegen in Kapel Ter Bede

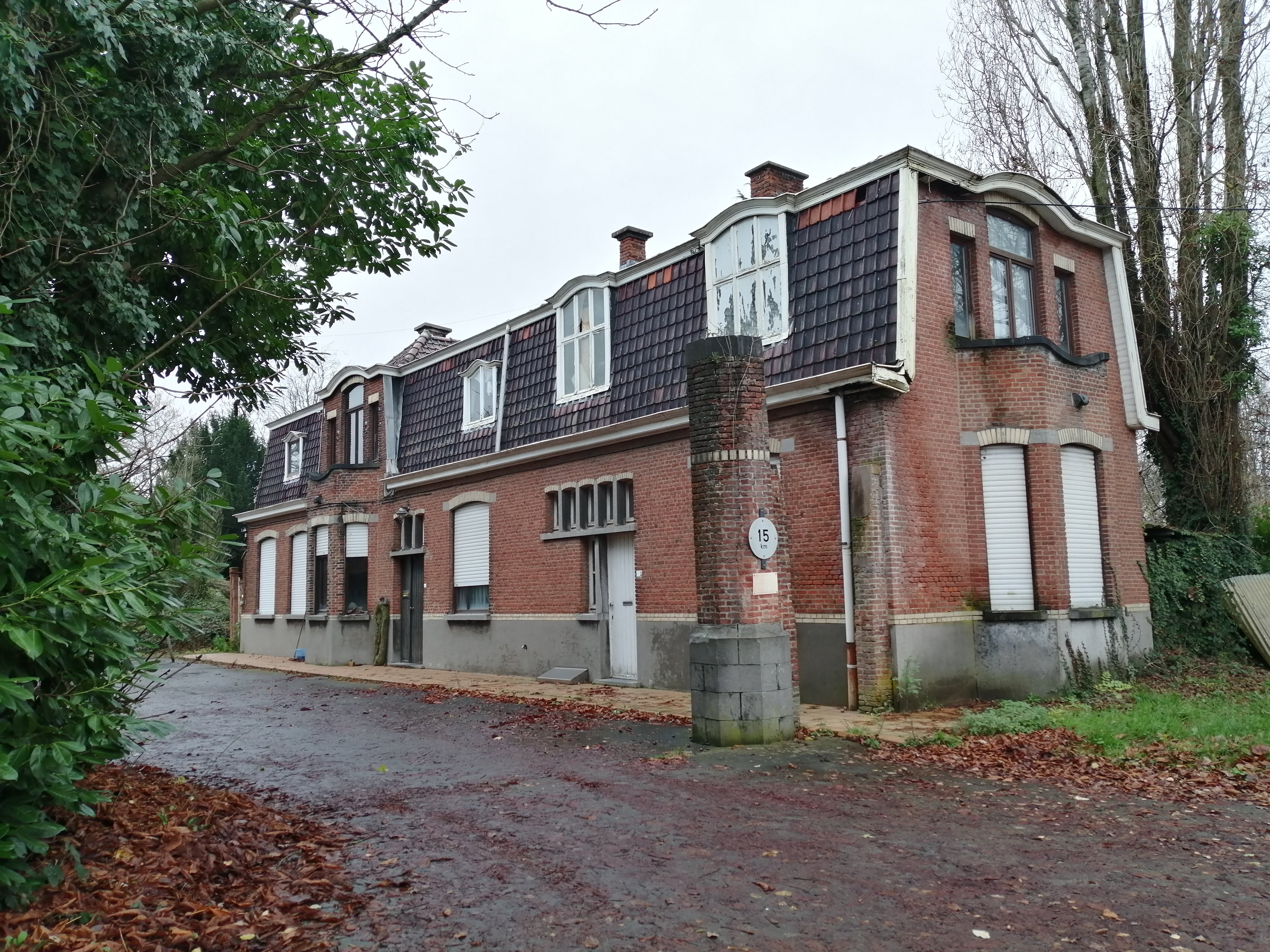
Eenheidsbebouwing Luipaardstraat 4-6

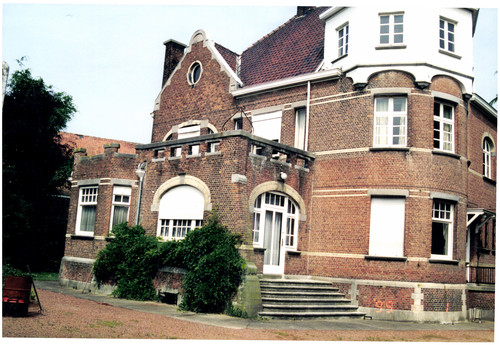
Directeurswoning gelegen in de Luipaardstraat 8, Kortrijk

### Eenheidsbebouwing van bureel en conciërgewoning
Deze eenheidsbebouwing had een dubbele functie: de linkerkant van het gebouw werd gebruikt als bureel voor bedienden en de directeur, de rechterkant zou een conciërgewoning als functie gehad hebben. Dit gebouw werd vermoedelijk ontworpen door architect Walter Vercoutere. De specifieke kenmerken van deze gebouwen is het gebruik van de gele sierbakstenen voor de ontlastingsbogen, alsook de erfoprit met bakstenen pijler op gecementeerde sokkel. Er werd een deel van het hek die de scheiding tussen site en straat aanduidt, behouden.

## Bescherming en huidige bestemming
In 1988 werd het complex door de toenmalige uitbater Koramic gesloten.  Tien jaar later, in 1998, kreeg de toenmalige uitbater van de site positief advies van het stadsbestuur om de gebouwen op de site te slopen. Deze sloop werd echter tegengehouden door een lokaal comité genaamd SOS Kortrijk. In 2005 ontvingen enkele gebouwen de monumentenstatus, namelijk de droogloodsen, machinekamer en schoorsteen. Deze werden door de nieuwe uitbater gerestaureerd tot showroom en kantoren. De resterende gebouwen werden gesloopt. De resterende voormelde gebouwen werden in 2009 opgenomen op de Inventaris van het Bouwkundig Erfgoed.